# Haft miwa
L'haft miwa (lett. "sette frutti") è una zuppa fredda tipica della festa di Nawrūz composta da sette tipi di frutta e noci. La versione originale prevede l'uso di frutti il cui nome inizia con la lettera "s". Per questa ragione, il piatto è noto anche con il nome di haft seen ("sette S").
I sette frutti che compongono il piatto sono il nocciolo di albicocca (khastah), pistacchio (pistah), uvetta rossa (kishmish surkh), uvetta verde (kishmish sabz), uvetta nera (kishmish sia o monaqa), mela (saib) ed eleagno (sinjed). Tuttavia, gli ingredienti variano da famiglia a famiglia, e si possono usare mandorle, noci o ciliegie. Prima che l'haft miwa sia servito, è consuetudine leggere sette passaggi del Corano chiamati haft salaam.